# TV4 HD
TV 4 HD er en svensk HDTV-kanal som ejes af mediekoncernen TV4 Gruppen. Kanalen startede sine sendinger 27. maj 2007 klokken 20.55. TV4 HD's indhold er identisk med TV4's.
| Fjernsyn | Spire Denne artikel om en tv-kanal er en spire som bør udbygges. Du er velkommen til at hjælpe Wikipedia ved at udvide den. |